# Callirhoe (krater)
För andra betydelser, se Callirhoe.
Callirhoe är en nedslagskrater med en diameter på 34 kilometer, på planeten Venus. Callirhoe har fått sitt namn efter den grekiske skulptören Callirhoe.